# Egentliga falkar
Egentliga falkar (Falconinae) är en av två underfamiljer inom ordningen falkfåglar och omfattar fyra släkten med falkar.

## Utseende
Egentliga falkar har spetsiga vingar och smal stjärt. Näbben är likt rovfåglarnas, böjd, men inte lika kraftig som hos hökar eller örnar. De kännetecknas också av en tandliknande spets i övernäbben.
Flera falkarter har en karakteristisk färgteckning på huvudet med en mörk hjässa som framtill och på sidorna fortsätter med falkmustascher. De flesta falkar är vattrat ljusa på undersidan och mörkare på ovansidan. Honan är alltid större än hanen och bland vissa arter är denna storleksskillnad markant. Ungfåglarna liknar oftast honan.

## Ekologi
Egentliga falkar är extremt skickliga flygare, och slår antingen sina byten under en blixtsnabb dykning, eller så ryttlar de och slår ner på byten på marken.
Stenfalk och tornfalk är exempel på typiska mindre falkar som gärna jagar över öppna fält och ses ryttla. Bland de större falkarna, som pilgrimsfalk och jaktfalk, slår helst sina byten i luften. Deras tunna spetsiga vingar gör att de kan dyka extremt snabbt, speciellt pilgrimsfalken, som tillsammans med jaktfalken är den snabbaste fågeln och som kan nå upp till 320 km/h under dykning.
De större falkarna använder sin hastighet och tyngd för att döda fåglar i luften genom att helt enkelt "krocka" ihjäl bytet. Ett annat sätt för falkar är att med deras så kallade falktand, som är en nedskjutande tagg i överhalvan av näbben, döda bytet, istället för med klorna som andra rovfåglar.
Födan består av insekter, gnagare och fåglar av varierande storlek. De största falkarna tar stora hönsfåglar som byte.

## Släkten
Enligt ITIS 2015.
- Släkte Spiziapteryx 1 art
  - Parakitfalk (Spiziapteryx circumcinctus)
- Släkte Polihierax 2 arter
  - Afrikansk pygméfalk (Polihierax semitorquatus)
  - Orientalisk pygméfalk (Polihierax insignis)
- Släkte Microhierax 5 arter
  - Rödbent pygméfalk (Microhierax caerulescens)
- Släkte Falco 40-tal arter